# Mannen och hans överman
Mannen och hans överman (danska: Du skal ære din hustru) är en dansk dramafilm från 1925 i regi av Carl Theodor Dreyer, med Mathilde Nielsen, Johannes Meyer, Astrid Holm och Petrine Sonne i rollerna. 
Filmen handlar om en man som beter sig illa mot sin hårt slitande hustru, till dess att hans gamla barnflicka tar över hushållet för en period och tuktar mannen till rätta. Förlaga är pjäsen Tyrannens fald av Svend Rindom. Filmen hade dansk premiär 5 oktober 1925.
Filmen är med i Danmarks kulturkanon från 2006.

## Rollista
- Johannes Meyer som Viktor Frandsen, finmekaniker
- Astrid Holm som Ida, Viktors hustru
- Karin Nellemose som Karen, Viktor och Idas dotter
- Mathilde Nielsen som Mads, Viktors gamla barnflicka
- Clara Schønfeld som Alvilda Kryger, Idas mor
- Johannes Nielsen som doktorn
- Petrine Sonne som tvätterskan